# Chartreuse (liquore)

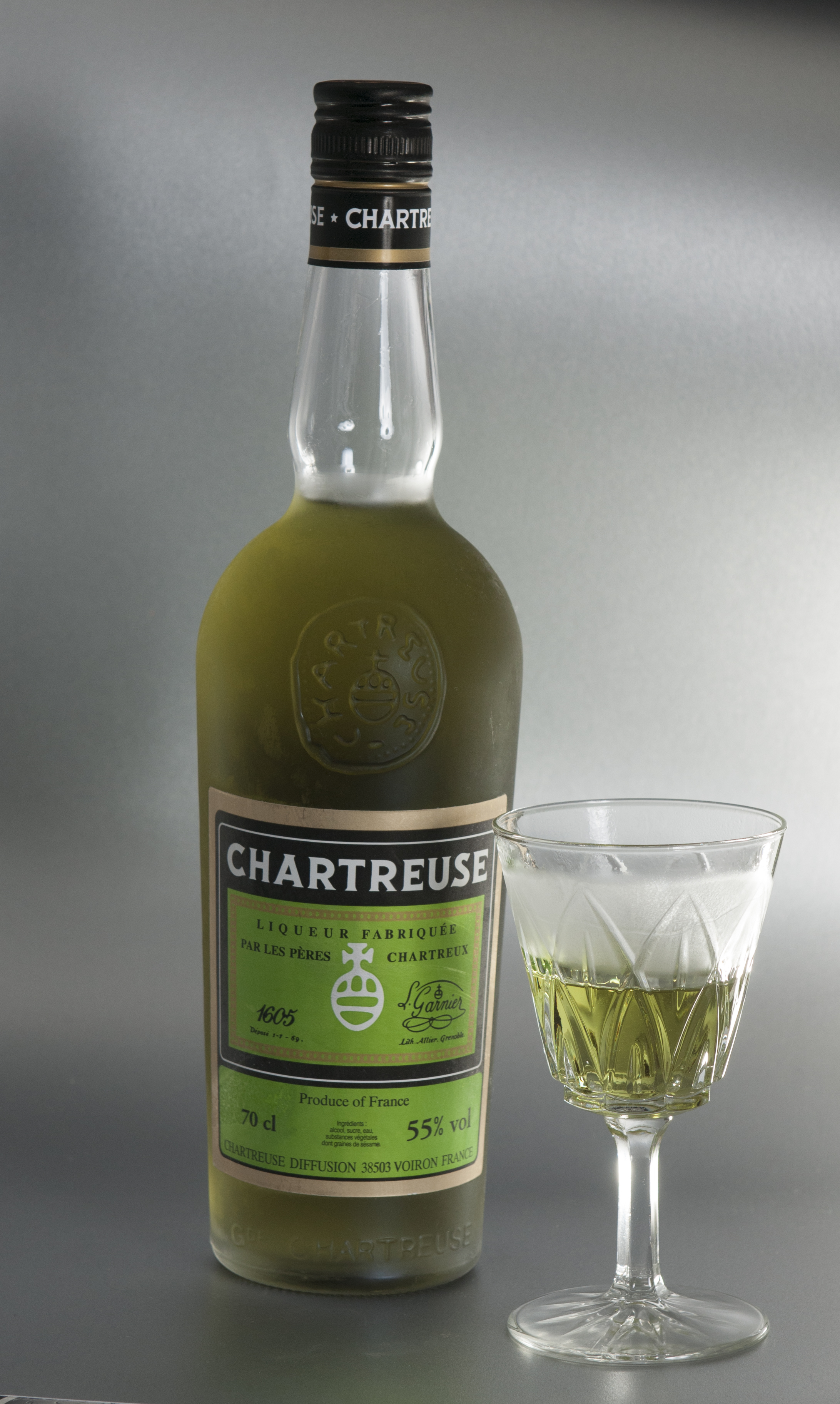
Bottiglia e bicchiere di Chartreuse

La Chartreuse /ʃaʀˈtʀøz/ (o Certosino) è un liquore prodotto in origine dai monaci certosini nelle cantine della certosa Grande Chartreuse, situata nelle prealpi della Chartreuse a Voiron, nel dipartimento dell'Isère nella Francia meridionale. La produzione è stata poi trasferita in una fabbrica nei pressi di Voiron, sempre sotto la supervisione dei monaci della certosa, da dove viene distribuito a livello internazionale.

## Storia

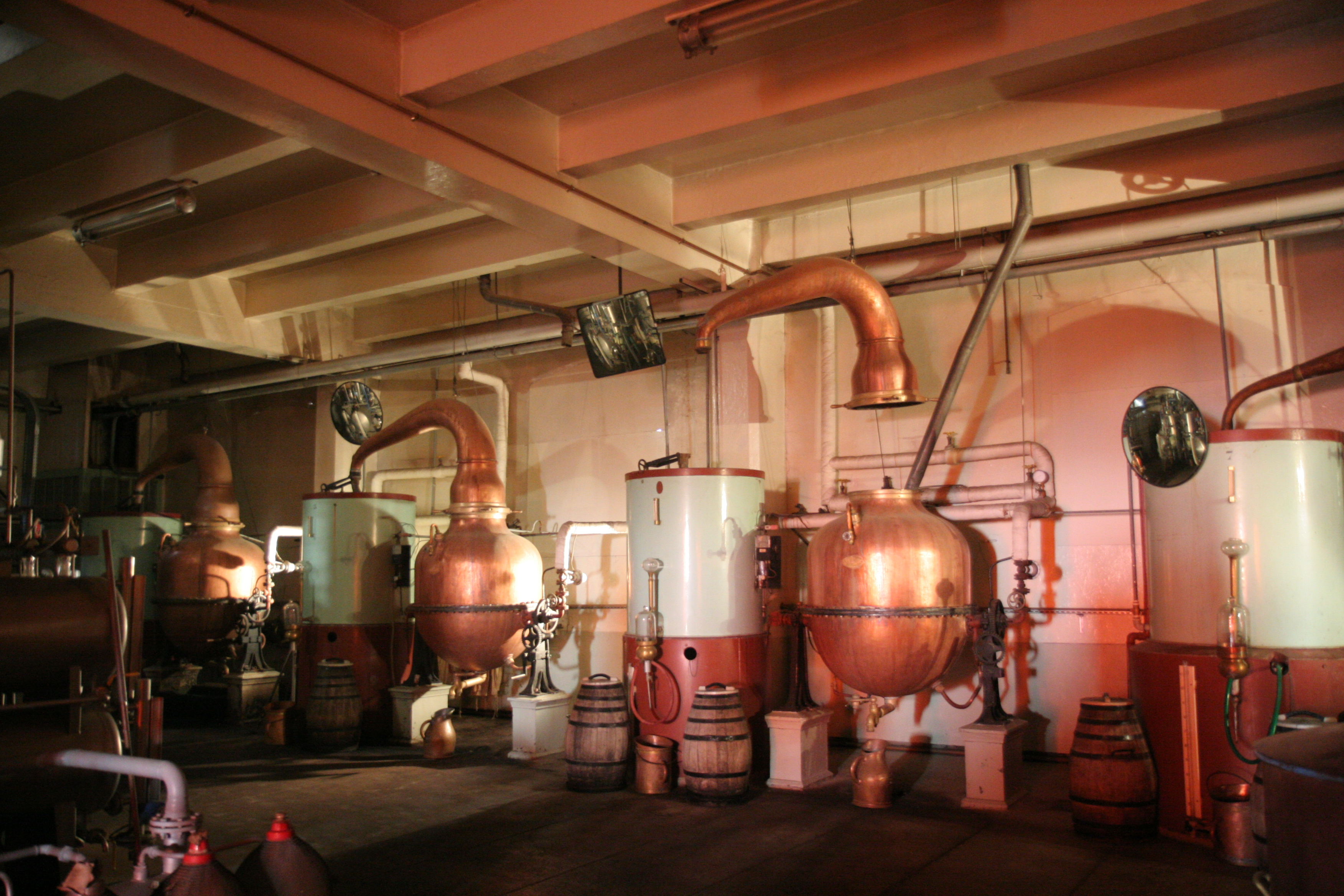
Alambicchi storici della Chartreuse, oggi rimpiazzati da modelli in acciaio inossidabile.

La Chartreuse nacque nel 1605 quando i monaci certosini dell'abbazia di Vauvert (Parigi), ubicata un tempo sul sito del Jardin du Luxembourg rinvennero un manoscritto con la formula di un "elisir di lunga vita".
A causa della sua complessità la ricetta dovette attendere il 1737 per essere prodotta, presso la grande certosa di Grenoble; la commercializzazione rimase però limitata alle città vicine di Grenoble e Chambéry, sotto il nome di "Elisir vegetale della Grande-Chartreuse".
La Chartreuse verde venne invece elaborata nel 1764.
Durante la Rivoluzione francese i monaci, volendo conservare la ricetta, la diedero a un farmacista di Grenoble, Liotard, che la rese ai monaci alla sua morte nel 1816.
La Chartreuse gialla fu commercializzata per la prima volta nel 1838.
I certosini vennero espulsi dalla Francia nel 1903 ed il Ministro Generale si trasferì a Lucca presso la Certosa di Farneta, e la Chartreuse venne quindi prodotta a Tarragona in Spagna fino al 1929, quando ritornò ad essere prodotta in Francia, a Fourvoirie.
Dal 1935, a seguito di una frana a Fourvoirie, il liquore viene prodotto a Voiron dove è situata la cantina di liquori col maggior sviluppo orizzontale al mondo (164 m).
Dal 1990, a seguito della chiusura della distilleria di Tarragona, la Chartreuse è prodotta soltanto a Voiron.
Investiti da questa missione dal loro ordine religioso, i certosini della grande certosa sono i soli a conoscere la famosa ricetta, che è nota nella sua completezza a sole 2-3 persone ed è per il resto del tutto segreta.

## I liquori
I principali liquori Chartreuse sono:
- l'Elisir vegetale della Grande-Chartreuse: elaborato secondo la ricetta del 1605, la sua fabbricazione richiede l'impiego di 130 erbe ed ha il grado alcolico di 69°.
- la Chartreuse Verde, anch'essa composta da 130 erbe, ha un grado alcolico di 55°.
- la Chartreuse Gialla: prodotta con le stesse piante della verde ma in proporzioni differenti, ha un grado alcolico di 40°.

Le sue etichette speciali sono:
- la Chartreuse VEP (invecchiata 12 anni): 130 erbe e fiori sono impiegate nella sua produzione. Ne esistono due versioni: la Verde (55°) e la Gialla (42°). Si tratta della stessa ricetta ma l'invecchiamento prolungato dona al liquore un sapore caratteristico.
- il liquore del nono centenario.
- la Chartreuse 1605.

## Gusto
Lo Chartreuse ha un sapore caratteristico molto forte. È molto dolce, ma varia fra lo speziato e il pungente. Come paragone è abbastanza simile al Liquore Strega, al Galliano ed al Vespetrò. Il sapore dipende dalla temperatura di servizio. Spesso è servito con ghiaccio ed è un ingrediente di alcuni cocktail; l'impiego è spesso limitato a poche gocce, tanto è assertivo il suo aroma.